# Osipaonica
Osipaonica (serbocroata cirílico: Осипаоница) es un pueblo de Serbia, constituido administrativamente como una pedanía de la ciudad de Smederevo en el distrito de Podunavlje del centro del país.
En 2011 tenía 3560 habitantes. Casi todos los habitantes son étnicamente serbios.
Se conoce la existencia del pueblo desde 1516, cuando se menciona en censos otomanos; sin embargo, no hay información detallada hasta principios del siglo XVIII, cuando pertenecía al reino de Serbia de los Habsburgo. Originalmente se ubicaba cerca del río Gran Morava, pero las frecuentes inundaciones hicieron que el príncipe Miloš Obrenović trasladara el pueblo en el siglo XIX, quedando en su ubicación actual junto al río Jezava.
Se ubica unos 10 km al sureste de Smederevo, sobre la carretera 158 que lleva a Velika Plana. Al noreste de la carretera 158 sale de Osipaonica la carretera 377, que lleva a Požarevac, también ubicada a 10 km de distancia.